# Ken Holter
Ken Holter es un deportista noruego que compitió en taekwondo. Ganó tres medallas en el Campeonato Europeo de Taekwondo entre los años 1998 y 2004.

## Palmarés internacional
| Campeonato Europeo | Campeonato Europeo       | Campeonato Europeo | Campeonato Europeo |
| Año                | Lugar                    | Medalla            | Categoría          |
| ------------------ | ------------------------ | ------------------ | ------------------ |
| 1998               | Eindhoven (Países Bajos) | Medalla de plata   | +84 kg             |
| 2002               | Samsun (Turquía)         | Medalla de bronce  | +84 kg             |
| 2004               | Lillehammer (Noruega)    | Medalla de bronce  | +84 kg             |